# دست‌ها (ترانه مایک پری)
«دست‌ها» (انگلیسی: Hands) ترانه‌ای از دی‌جی سوئدی مایک پری، گروه موسیقی بریتانیایی ومپس و خواننده آمریکایی سابرینا کارپنتر است. این ترانه در ۱۹ مه ۲۰۱۷ توسط دی‌اف رکودز و سونی میوزیک منتشر شد. متن ترانه توسط کانر بال، تریستان ایوانز، جیمز مک‌وی، برد سیمپسون، سم پرستن، ریک پارک‌هاوس، جورج تیزارد، ریچل فرنر، مایک پری، دیمیتری وانگلیس و آندریاس ویمن نوشته شده و تهیه‌کنندگی آن بر عهدهٔ رد تریناگل، مایک پری، وانگلیس و ویمن بوده است. از نظر موسیقایی، «دست‌ها» ترکیبی از دیپ هاوس، پاپ و تراپیکال هاوس است و دربارهٔ شخصی است که به او فکر می‌کنی و می‌خواهی ارتباط فیزیکی با او برقرار کنی. این ترانه سومین تک‌آهنگ از سومین آلبوم استودیویی ومپس به نام شب و روز (نسخه شب) بود.